# Walter Hugo Khouri
Walter Hugo Khouri  (São Paulo, 21 de outubro de 1929 — São Paulo, 27 de junho de 2003) foi um diretor de cinema brasileiro, filho de pai libanês e mãe italiana.
Realizou 25 longas-metragens. Os filmes mostram personagens que buscam sentido para a existência angustiante. Khouri conquistou vários prêmios nacionais e internacionais.
Seu filme Noite Vazia, de 1964, é considerado um dos melhores filmes brasileiros de todos os tempos e concorreu à Palma de Ouro no Festival de Cannes de 1965 .
Também ficou conhecido por acolher e apresentar jovens profissionais, sendo o primeiro diretor a escalar a apresentadora Xuxa Meneghel para o polêmico filme Amor Estranho Amor, de 1982 .
Morreu aos 74 anos em São Paulo vítima de um infarto.

## Filmografia
- 2001 - As Feras[3] (filmado em 1998)
- 1999 - Paixão Perdida
- 1991 - Per sempre
- 1987 - Mônica e a Sereia do Rio
- 1986 - Eu
- 1984 - Amor Voraz
- 1982 - Amor Estranho Amor
- 1981 - Eros, o Deus do Amor[4]
- 1980 - Convite ao Prazer
- 1979 - O Prisioneiro do Sexo
- 1978 - As Filhas do Fogo
- 1977 - Paixão e Sombras
- 1975 - O Desejo
- 1974 - O Anjo da Noite
- 1973 - O Último Êxtase
- 1972 - As Deusas
- 1970 - O Palácio dos Anjos
- 1968 - As Amorosas
- 1967 - O Corpo Ardente
- 1966 - As Cariocas
- 1964 - Noite Vazia[5]
- 1962 - A Ilha
- 1959 - Na Garganta do Diabo
- 1959 - Fronteiras do Inferno
- 1958 - Estranho Encontro
- 1953 - O Gigante de Pedra

## Prêmios
- Ganhou o prêmio de "Melhor Roteiro" do Festival Internacional de Mar del Plata em 1960, pelo filme Na Garganta do Diabo.
- Ganhou o Prêmio Saci dez vezes, nas categorias de argumentista, roteirista, diretor, produtor e montador, pelos filmes O Estranho Encontro, Na garganta do diabo, O gigante de pedra, A ilha, Noite vazia, Corpo ardente.
- Prêmio Instituto Nacional de Cinema e Coruja de Ouro, como melhor diretor nos anos 1966, 1967 e 1972, pelos filmes Corpo ardente, As amorosas e As deusas.
- Por doze vezes ganhou o Prêmio Governador do Estado de São Paulo, como argumentista, roteirista, diretor e produtor, pelos filmes O estranho encontro, Noite vazia, O corpo ardente, A ilha, Fronteiras do inferno, Paixão e sombras, O último êxtase, O palácio dos anjos e As amorosas.
- Prêmio Vittorio de Sica, no Festival de Sorrento, na Itália, em 1988, pelo conjunto da obra.
- Menção Especial no Festival de Santa Margherita Ligure, pelo filme Na garganta do diabo, em 1960.
- Prêmio dos jurados no Festival Internacional de Sitges, na Espanha, pelo filme O anjo da noite, em 1974.
- Por três vezes ganhou o Prêmio da Associação Paulista de Críticos de Arte pelos filmes O anjo da noite (1973), O último êxtase(1974) e Eros (1981).
- Prêmio Fábio Prado de Literatura para roteiros pelo filme A ilha.
- Menção Honrosa na Semana Internacional de Cine en Color de Barcelona, pelo filme As deusas.
- Por nove vezes ganhou o Prêmio Cidade de São Paulo, da municipalidade paulista, em diversas categorias e filmes, de 1958 a 1968.
- Prêmio Governador do Estado de "Melhor Argumento" para o filme Amor voraz.
- Prêmio Samburá no Fest-Rio Fortaleza, em 1989, pelo conjunto da obra.
- Prêmio Oscarito da Fundação Cultural Banco do Brasil.
- Prêmio "Resgate do Cinema Brasileiro" do Ministério da Cultura - com roteiro de "Paixão Perdida" 1994
- Prêmio Riofilme - "Paixão Perdida" - 1995
- Premiação no Programa de Integração Cinema-TV/Coprodução com a TV Cultura - "Paixão Perdida" - 1996